# ABS-CBN
Ей-Бі-Ес-Сі-Бі-Ен Корпорація, скор. «Ей-Бі-Ес-Сі-Бі-Ен» (англ. ABS-CBN Corporation, скор. ABS-CBN, також відома як «The Kapamilya Network» до 2020 року) — філіппінська медіа-розважальна компанія, що базується в Кесон-Сіті. Він утворився в результаті злиття Alto Broadcasting System (ABS) та Chronicle Broadcasting Network (CBN).

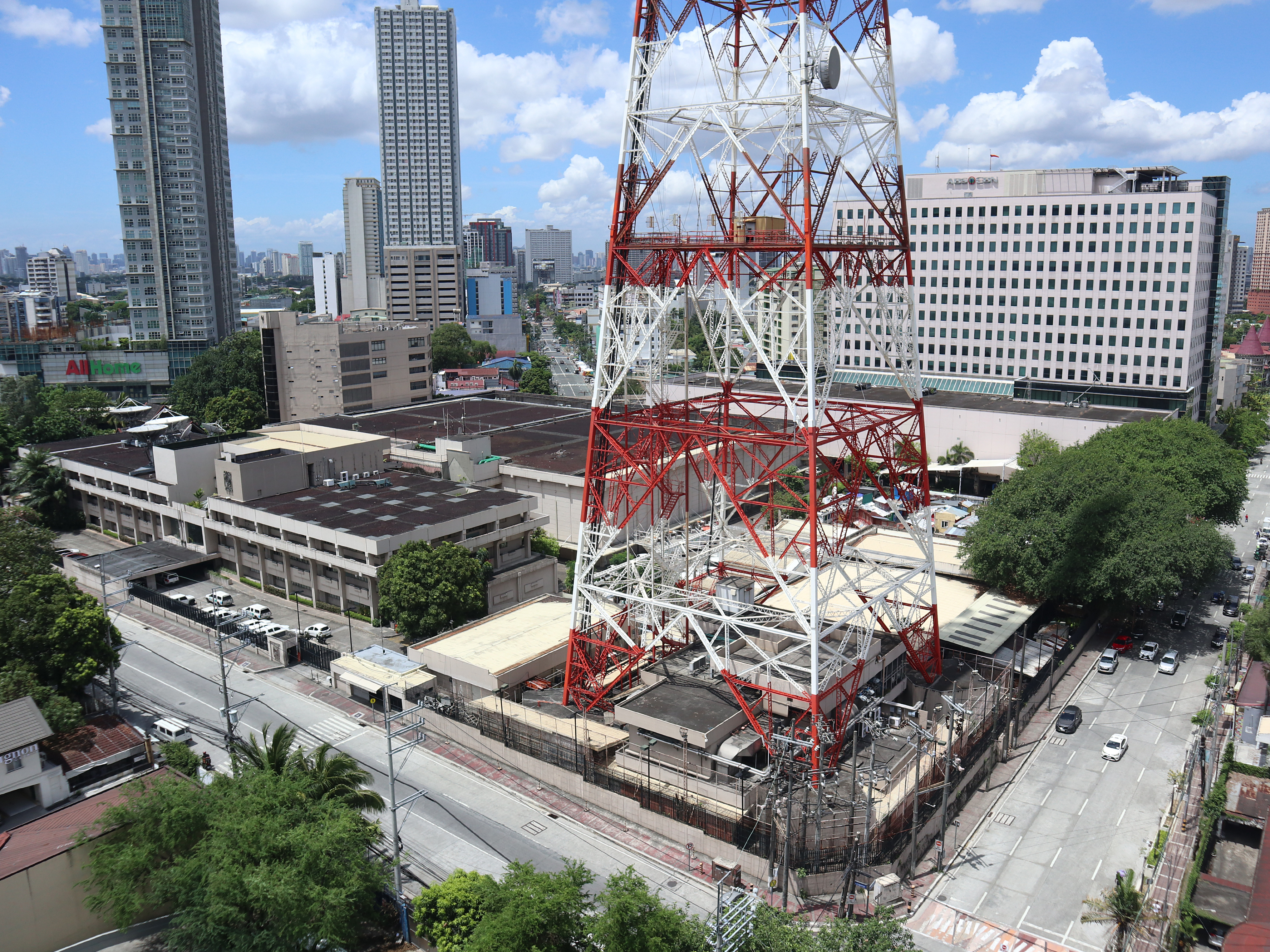
Центр мовлення ABS-CBN.

Компанія була заснована в 1946 році як Bolinao Electronics Corporation (BEC) і представлена як телеканал 23 жовтня 1953 року. Основний канал компанії був закритий 5 травня 2020 року, коли термін дії франшизи закінчився.

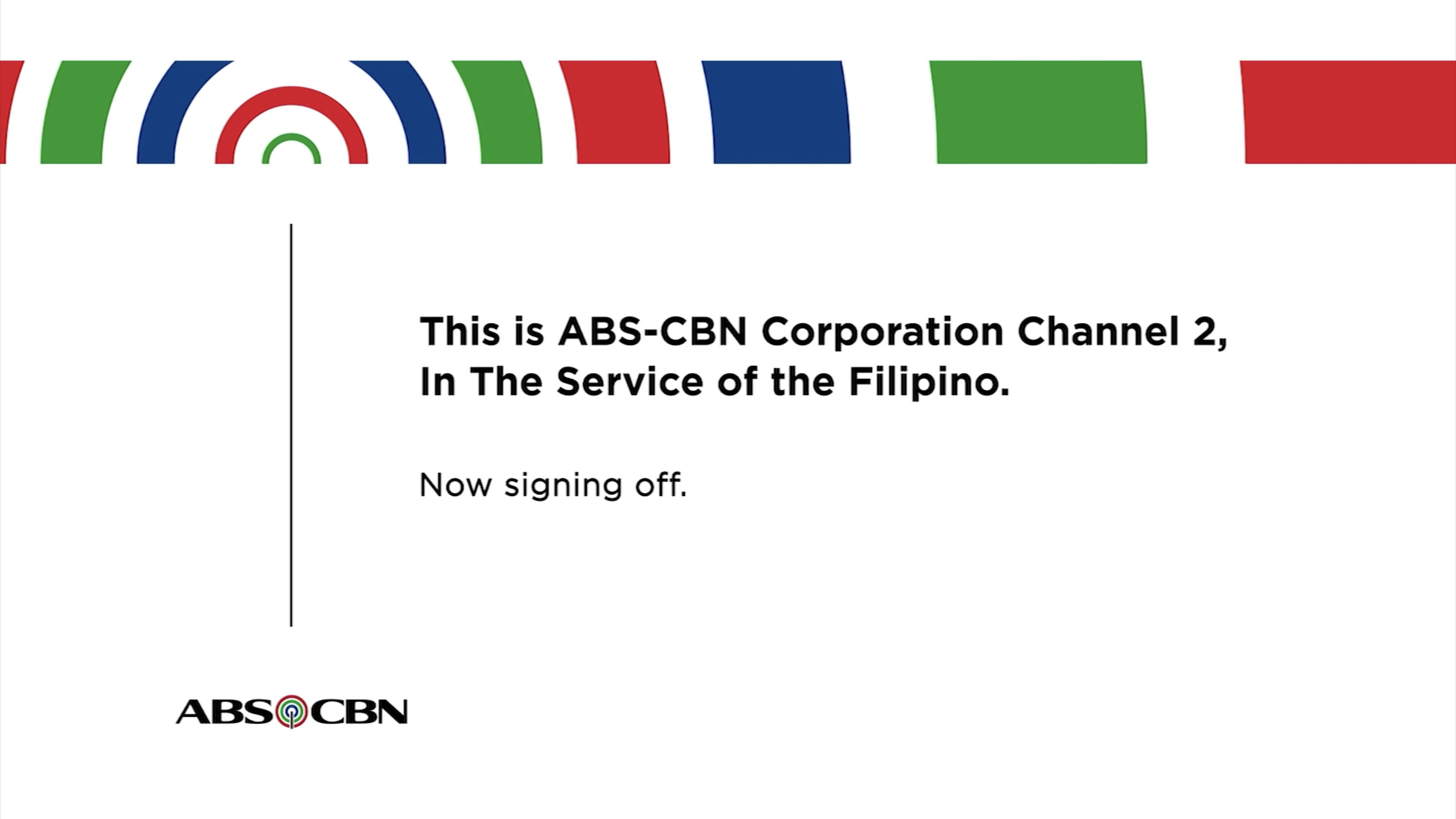
Останнє повідомлення від ABS-CBN перед припиненням трансляції 5 травня 2020 року.

## Ефір

### Серіали
- Новий ранок
- Хороший син
- Дочка генерала
- Провінційний чоловік
- Що твоє - це моє
- Золотий ланцюжок

### Програми
- It's Showtime
- TV Patrol
- Magandang Buhay
- I Can See Your Voice
- Maalaala Mo Kaya
- Paano Kita Mapasasalamatan?
- Iba 'Yan!
- The World Tonight

## Телевізійні канали

### Національний

#### Поточний
- A2Z — належить і управляється Zoe Broadcasting Network у партнерстві з ABS-CBN, запущений у 2020 році
- ABS-CBN News Channel (ANC) — англомовний кабельний канал новин, запущений у 1996 році
  - ANC HD
- Cine Mo! — чоловічий розважальний канал, запущений у 2011 році
- Cinema One — кіноканал, запущений у 1994 році
- Jeepney TV — загальнорозважальний канал, запущений у 2012 році
- Kapamilya Channel — флагманський кабельний канал ABS-CBN, запущений у 2020 році
- Knowledge Channel — освітній канал, запущений у 1999 році
- Metro Channel — орієнтований на жінок канал розваг і стилю життя, запущений у 2018 році
- Myx — музичний канал, запущений у 2000 році
- Teleradyo Serbisyo — кабельний канал новин тагальською мовою, співвласником якого є Prime Media Holdings, запущений у 2023 році

#### Колишній
- ABS-CBN — флагманський канал ABS-CBN, запущений у 1953 році, перезапущений у 1986 році та закритий у 2020 році
  - ABS-CBN HD
- ABS-CBN Regional Channel — регіональний кабельний канал, запущений у 2017 році та закритий у 2018 році
- ABS-CBN Sports and Action (S+A) — безкоштовний спортивний канал, запущений у 2014 році та закритий у 2020 році
  - ABS-CBN Sports and Action HD (S+A HD)
- Asianovela Channel — безкоштовний розважальний канал, орієнтований на азіатські телесеріали та фільми, запущений у 2018 році та закритий у 2020 році
- Balls — перший кабельний спортивний канал ABS-CBN, запущений у 2008 році та закритий у 2015 році
- CgeTV — інтернет-канал, запущений у 2010 році та закритий у 2012 році
- DZMM Teleradyo/Teleradyo  — кабельний канал новин тагальською мовоюзапущений у 2007 році та закритий у 2023 році
- Hero — аниме-канал с тагальским дубляжом, запущений у 2005 році та закритий у 2018 році
- Kapamilya Box Office (KBO) — безкоштовний преміум-канал, запущений у 2016 році та закритий у 2020 році
- Lifestyle Network (локальна версія) — канал жіночого стилю життя, запущений у 1999 році та закритий у 2018 році
- Liga — другий кабельний спортивний канал ABS-CBN, запущений у 2018 році та закритий у 2020 році
- Maxxx — чоловічий розважальний канал, запущений у 2008 році та закритий у 2010 році
- Movie Central — безкоштовний кіноканал, запущений у 2018 році та закритий у 2020 році
- Studio 23 — безкоштовний канал, присвячений дорослій молоді, запущений у 1996 році та закритий у 2014 році
- Tag — канал фільмів, дубльований тагальською мовою, запущений у 2016 році та закритий у 2018 році
- Velvet — жіночий розважальний канал, запущений у 2008 році та закритий у 2014 році
- O Shopping — канал домашніх покупок, співвласник якого CJ ENM, запущений у 2013 році та закритий у 2020 році
- Yey! — детский канал, запущений у 2011 році та закритий у 2020 році, теперь программный блок на телеканалах Kapamilya Channel, A2Z и Jeepney TV с 2021 года

### Міжнародний

#### Поточний
- ANC Global
- Cine Mo! Global
- Cinema One Global
- Lifestyle Network
- The Filipino Channel (TFC) — головний міжнародний канал ABS-CBN, запущений у 1994 році
- Myx TV

#### Колишній
- Bro
- Kapamilya Channel (міжнародна версія)
- Pinoy Central TV
- S+A International

## Радіостанції

### Національний
- DWPM Radyo 630 (Маніла) — співвласником з Prime Media Holdings, запущений у 2023 році
- MOR Entertainment — запущений у 2020 році
- myxRadio — запущений у 2019 році

### Поточний
- Radyo Patrol
  - DZMM Radyo Patrol 630 (Маніла)
  - DYAP Radyo Patrol 765 (Палаван)
  - DYAB Radyo Patrol 1512 (Себу)
  - DXAB Radyo Patrol 1296 (Давао)
- MOR Philippines (My Only Radio)
  - MOR 101.9 My Only Radio For Life! (Маніла)
  - MOR 101.1 My Only Radio MORe Na Ron! (Давао)
  - MOR 103.1 My Only Radio Dayta Ah! (Багіо)
  - MOR 101.5 My Only Radio Sikat! (Баколод)
  - MOR 99.9 My Only Radio Sikat! (Пуерто-Принсеса)
  - MOR 93.5 My Only Radio Yan ang MORe! (Нага)
  - MOR 93.9 My Only Radio Pirmi Na! (Легазпі)
  - MOR 94.3 My Only Radio Araratan! (Дагупан)
  - MOR 94.3 My Only Radio Sikat! (Таклобан)
  - MOR 91.1 My Only Radio Abaw Pwerte! (Ілоїло)
  - MOR 97.1 My Only Radio Lupig Sila! (Себу)
  - MOR 98.7 My Only Radio Nah Ese Vale! (Замбоанга)
  - MOR 91.9 My Only Radio Chuy Kay' Bai! (Кагаян-де-Оро)
  - MOR 95.5 My Only Radio Ditoy Latta! (Лаоаг)
  - MOR 92.7 My Only Radio For Life! (Генерал-Сантос)
  - MOR 95.1 My Only Radio For Life! (Котабато)
  - MOR 99.7 My Only Radio For Life! (Софроніо-Іспаньола)
  - MOR 91.3 My Only Radio For Life! (Ізабела)

## Інтернет
- MOR TV
- Filipino On Demand
- iWantTFC

## Дочірні компанії
- ABS-CBN Center for Communication Arts, Inc. (Star Magic)
- ABS-CBN Convergence, Inc.
  - ABS-CBNmobile — спільне підприємство з Globe Telecom, закрите
  - ABS-CBN TVplus
- ABS-CBN Digital Media
- ABS-CBN Film Productions, Inc. (Star Cinema/ABS-CBN Films)
  - Black Sheep Productions
  - Skylight Films — закрито в 2018 році
- ABS-CBN Foundation, Inc.
- ABS-CBN Global Ltd.
- ABS-CBN International
- ABS-CBN Publishing, Inc.
- ABS-CBN Theme Parks & Resorts
  - ABS-CBN Studio Experience  закрито в 2020 році
  - KidZania Manila — закрито в 2020 році
- ACJ O Shopping Corporation — спільне підприємство з CJ ENM, закрито в 2020 році
- Creative Programs, Inc.
- Dreamscape Entertainment Television
- Play Innovations, Inc.
- Roadrunner Network, Inc.
- Sarimanok News Network, Inc.
- Sky Cable Corporation — придбана PLDT у 2024 році
  - Destiny Cable — закрито в 2018 році
  - Sky Cable — закрито в 2024 році
  - Sky Direct — закрито в 2020 році
- Star Creatives
- Star Home Video
- Star Recording, Inc. (Star Music)
- Star Songs, Inc.

## Відділи
- ABS-CBN Film Archives
- ABS-CBN Licensing
- ABS-CBN News and Current Affairs
- ABS-CBN Sports (закрито в 2020 році)
- ABS-CBN Studios
- Cable Channels and Print Media Group
- Creative Communications Management Group
- Manila Radio Division
- Regional Network Group (ABS-CBN Regional)
- Star Entertainment Group

## Зовнішні посилання
- Офіційний сайт